# 丘魯班巴區
9°46′20″S 76°05′41″W / 9.77222°S 76.09472°W
丘魯班巴區（西班牙語：Distrito de Churubamba），是秘魯的一個區，位於該國中部瓦努科大區的瓦努科省，始建於1921年10月4日，面積552.3平方公里，海拔高度2,000米，2005年人口18,542，人口密度每平方公里34人。